# YU grupa (album iz 1973)
YU grupa je prvi studijski album srpskog rok benda  grupa.
Na albumu se nalazi nekoliko hitova: „More“, „Trka“ i „Čudna šuma“. Takođe i kultna balada „Crni leptir“, koju je otpevao gitarista Žika Jelić (otpevao dve pesme, druga je isto balada „Dunavom šibaju vetrovi“ sa albuma iz 1988. Ima nade).
Album je 1998. zauzeo 62. mesto na popisu 100 najvećih jugoslovenskih rok i pop albuma u knjizi YU 100: najbolji albumi jugoslovenske rok i pop muzike (YU 100: najbolji albumi jugoslovenske pop i rok muzike).

## Spisak pesama
1. Trka 	4:34
2. Noć je moja 	5:42
3. Čovek i marsovac 	3:31
4. Čudna šuma 	3:42
5. Trenutak sna 	4:21
6. Devojko mala, podigni glavu 	3:53
7. Crni leptir 	3:51
8. More 5:39

## Postava benda
- Dragi Jelić – gitara, vokal
- Žika Jelić – bas gitara, vokal
- Ratislav Đelmaš – bubnjevi

## Spoljašnje veze
- Istorija YU grupe
- EX YU ROCK enciklopedija 1960-2006. ISBN 978-86-905317-1- Проверите вредност параметра |isbn=: length (помоћ)., Petar Janjatović.